# Християндемокрация
Християндемократи пренасочва насам.  За други значения вижте Християндемократи (пояснение).
Християндемокрацията е политическа идеология, която синтезира идеалите на християнството и демокрацията. Възникнала в Европа в края на 19 век под влияние на консерватизма и католическото социално учение, тя продължава да оказва влияние в Европа и Латинска Америка, въпреки че в редица страни нейната християнска етика е оспорена от секуларизацията.
На практика, християндемокрацията често се счита консервативна по отношение на културните, социални и морални въпроси (и следователно привърженик на социалния консерватизъм) като в същото време се застъпва за социална пазарна икономика.
Примери за християндемократически партии са германския Християндемократически съюз, чилийската Християндемократическа партия, Християндемократическа народна партия на Швейцария и др.